# Phalloniscus marcuzzii
Phalloniscus marcuzzii är en kräftdjursart som först beskrevs av Albert Vandel 1952.  Phalloniscus marcuzzii ingår i släktet Phalloniscus och familjen Dubioniscidae. Inga underarter finns listade i Catalogue of Life.